# Castruccio Castracani

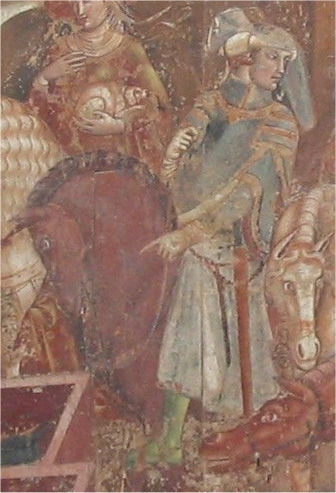
Vermoedelijk portret van Castruccio Castracani, Campo Santo di Pisa

Castruccio Castracani degli Antelminelli (Lucca, 29 maart 1281 – aldaar, 3 september 1328) was een Italiaanse krijgsheer uit de veertiende eeuw. Als keizersgezinde Ghibellijn moest hij op de vlucht slaan voor de pausgezinde Welfen. Hij keerde terug naar Lucca als beroepsmilitair en kreeg zijn geboortestad in handen. Om zijn grondgebied uit te breiden met Pistoia en Pisa moest hij al zijn militaire acties richten tegen Florence. Voor de Florentijnen was hij een van de lastigste tegenstanders in Toscane. Na zijn dood gingen zijn veroveringen weldra verloren.

## Ghibellijnse banneling
Castracani werd geboren in de welgestelde Ghibellijnse familie Antelminelli. Een familie van grootgrondbezitters, kooplieden en bankiers. Op Nieuwjaarsdag 1301 werd in Lucca de Welfse leider Obizo degli Obizi vermoord, er barstte geweld los tussen Welfen en Ghibellijnen, de Ghibellijnse families werden verbannen en hun goederen geconfisqueerd. Castracani week uit naar Engeland, maar na het plegen van een moord moest hij het land halsoverkop verlaten.

## Beroepsmilitair
Hij werd beroepsmilitair, eerst in dienst van de Franse koning Filips de Schone, vanaf 1304 in Noord-Italië. Hij diende van 1310 tot 1313 in het leger van keizer Hendrik VII. In juni 1314 hielp hij de Ghibellijn Uguccione della Faggiuola, heer van Pisa, om ook in Lucca de macht te grijpen. Op 29 augustus 1315 vocht hij mee in de slag bij Montecatini Terme waar een Ghibellijnse coalitie onder Uguccione het Welfse leger van Florence en zijn bondgenoten een zware nederlaag toebracht. Uguccione raakte in onmin met Castracani, liet hem op 1 april 1316 arresteren, maar een opstand in Pisa op 10 april dwong Uguccione om hem vrij te laten en zelf op de vlucht te slaan.

## Heer van Lucca
Castracani liet zich benoemen tot commandant en verdediger van Lucca. Hij zocht toenadering tot Frederik van Oostenrijk, pretendent voor het keizerschap, die hem in april 1320 benoemde tot zijn vicaris in Lucca. Kort daarop werd Castracani door zijn stadsgenoten officieel benoemd tot heer en commandant van Lucca voor de rest van zijn leven. Hij was een van de belangrijkste Ghibellijnse leiders in Toscane. In 1322 liet hij het fort Augusta bouwen, dat een vijfde van de stad zou beslaan. Op 28 september 1322 werd zijn beschermheer Frederik van Oostenrijk verslagen werd door Lodewijk de Beier, een andere pretendent voor het keizerschap. Castracani veranderde van kamp en mocht zijn positie behouden.

## Verovering van Pistoia en Pisa
Hij wilde zijn grondgebied uitbreiden in Toscane. In oktober 1323 was hij betrokken bij een mislukt complot tegen de machthebber van Pisa. In Pistoia hadden zijn intriges meer succes. Hij kreeg de stad in handen in mei 1325 door omkoping van de sterke man van Pistoia; deze werd beloond voor zijn verraad met de hand van een dochter van Castracani. Florence kon dat niet ongestraft laten gebeuren. In de slag bij Altopascio van 23 september 1325 echter bracht een Ghibellijnse liga van Castracani een door Florence geleide Welfse liga een vernietigende nederlaag toe. Het Florentijnse platteland werd grondig geplunderd, er volgden uitbundige overwinningsspelen en een soort Romeinse triomftocht in Lucca, waarin hoge edelen als krijgsgevangenen werden meegevoerd. Op 14 mei 1326 wist Castracani het Florentijnse leger opnieuw te verrassen bij Carmignano.
Lodewijk van Beieren kwam naar Italië om zich tot keizer van het Heilige Roomse Rijk te kronen. Castracani verwelkomde hem op 1 september 1327 en overtuigde hem om Pisa te belegeren. Hoewel de stad ingenomen werd, kreeg hij Pisa pas in april 1328 in handen. Castracani volgde eerst Lodewijk naar Rome voor diens keizerskroning op 17 januari 1328. Zelf werd hij benoemd tot graaf van Latheranen, Romeins senator en vaandeldrager van het Roomse Rijk. Ondertussen vernam hij dat Pistoia hem afgevallen was en Florence er opnieuw zijn intrede gedaan had. Castracani begon een slijtageslag tegen Florence die hij met succes afsloot, toen Pistoia op 3 augustus 1328 zich moest overgeven door uithongering. Direct daarop werd hij ziek overgebracht naar zijn fort Augusta en stierf op 47-jarige leeftijd.

## Zijn erfenis ging weldra verloren
Castruccio werd opgevolgd door zijn oudste zoon Enrico die nog zeer jong en onervaren was. Enrico werd door Lodewijk van Beieren uit zijn functie ontheven. Alle veroveringen, Lucca inbegrepen, gingen vrijwel direct verloren. In 1370 werd ook fort Augusta, symbool van Castracani's macht, afgebroken.

## Niccolò Machiavelli
Bijna twee eeuwen na de dood van Castruccio Castracani maakte de Florentijnse denker Niccolò Machiavelli in 1520 een biografie over deze krijgsheer. In Het leven van Castruccio Castracani stelde Machiavelli Castracani voor als de ideale vorst en nam een loopje met de historische waarheid.